# Джимасар
Уезд Джимасар (уйг. جىمىسار ناھىيىسى‎, Jimisar Nah̡iyisi, кит. упр. 吉木萨尔县, пиньинь Jímùsà'ěr xiàn) — уезд Чанцзи-Хуэйского автономного округа Синьцзян-Уйгурского автономного района КНР.

## История
В древности (во времена империи Хань) здесь располагалось княжество Юйлиши (郁立師國), ставка вана располагалась в долине Нэйдо (內咄谷). Население: 190 семей, 1 445 человек, из них 331 воин. Китайская администрация: Фуго-хоу (輔國侯, наместник), два офицера и переводчик. На севере от княжества кочевали хунну. На юге уезда располагалось княжество заднее или северное Чэши (車師後), ставка вана располагалась в долине Уту (務塗). Население: 595 семей, 4 774 человек, из них 1 890 воинов. Китайская администрация: Цзиху-хоу (擊胡侯, наместник), пять офицеров и переводчик.
С VIII века здесь находился город Бешбалык — столица Уйгурского каганата. Город был заброшен в XIII веке из-за войн между Чагатайским улусом и империей Юань.
В 1772 году цинскими властями в этих местах была построена крепость Кайань (恺安城), с 1776 года эти земли вошли в состав уезда Фукан. В 1902 году здесь был создан уезд Фуюань (孚远县), подчинённый Урумчи. С 1943 года уезд вошёл в состав Специального района Урумчи. В 1954 году уезд был переименован в Джимасар. В 1958 году уезд был передан в состав Чанцзи-Хуэйского автономного округа.

## Административное деление
Уезд Джимасар делится на 6 посёлка и 3 волостей.